# Kantküla (Kõue)
Kantküla – wieś w Estonii, w prowincji Harju, w gminie Kõue.